# Tuvegöl
Tuvegöl är en sjö i Nybro kommun i Småland och ingår i Ljungbyåns huvudavrinningsområde. Tuvegöl ligger i Gråstensmon Natura 2000-område.